# ماهی‌های صخره‌زی
ماهی‌های صخره‌زی (نام علمی: Haplochromini) نام یک طایفه از تیره سیکلید است.